# Batesanthus pseudopalpus
Batesanthus pseudopalpus là một loài thực vật có hoa trong họ La bố ma. Loài này được Hendrik Johannes Tjaart Venter và Rudolf L. Verhoeven mô tả khoa học đầu tiên năm 2009.

## Phân bố
Loài này có tại Cộng hòa Congo và Gabon.